# Рафаил (Калик)
Архимандрит Рафаил (серб. Архимандрит Рафаило, в миру Ратко Калик серб. Ратко Калик; 14 декабря 1940, Скрадин, Королевство Югославия) — архимандрит Сербской православной церкви, настоятель Монастыря Морача.

## Биография
Архимандрит Рафаило (Калик) родился 14 декабря 1940 года в Скрадин, Хорватия, в благочестивой семье. Окончил начальную школу в родном городе.
В 1964 году окончил монашескую школу в Монастыре Острог. Он стал монахом 4 августа 1964 года в Монастыре Острог митрополитом Черногорско-Приморским Данилом (Дайковичем), получив монашеское имя Рафаил. Рукоположен во иеродиакона и иеромонаха 10 января 1965 года. Настоятель Монастыря Морача с 1 января 1982 года.
Он был удостоен титула архимандрита Архиепископом Цетиньским, Митрополитом Черногории и Приморья доктором Амфилохйем (Радовичем), 28 августа 2007 года. В 27 ноября 2021 года он отметил своё 40-летие в качестве настоятеля монастыря Морача.